# 兰迪·史密斯 (帆船运动员)
兰迪·史密斯（英語：Randy Smyth，1954年7月7日—），生于加利福尼亚州帕萨迪纳，美国男子帆船运动员。他曾代表美国参加1984年和1992年夏季奥林匹克运动会帆船比赛，获得二枚银牌。